# Pterolophia illicita
Pterolophia illicita är en skalbaggsart som först beskrevs av Francis Polkinghorne Pascoe 1865.  Pterolophia illicita ingår i släktet Pterolophia och familjen långhorningar.
Artens utbredningsområde är Sulawesi. Inga underarter finns listade i Catalogue of Life.